# Arrhenia sphagnicola
Arrhenia sphagnicola är en lavart som först beskrevs av Miles Joseph Berkeley, och fick sitt nu gällande namn av Redhead, Lutzoni, Moncalvo & Vilgalys 2002. Arrhenia sphagnicola ingår i släktet Arrhenia och familjen Tricholomataceae.   Inga underarter finns listade i Catalogue of Life.